# 葡萄彈行動
葡萄彈行動（英語：Operation Grapeshot）是盟軍的美國第5軍團及英國第8軍團進攻倫巴第平原，攻勢開始於1945年4月6日（接著數星期前的牽制性進攻），直到5月2日在義大利的德軍及意軍残餘投降為止。

## 背景
1944年8月，盟軍發動大規模攻勢進攻哥德防線，英國第8軍團進攻亞得里亞海沿岸的平原地區，而美國第5軍團在進攻中通過中亞平寧山脈，雖然他們正式突破了哥德防線，但未能在冬季來臨前突入倫巴弟平原及不可能在短期內有進展，在整個冬天盟軍在荒涼的地區作戰及準備在春天來臨天氣好轉時發動新的進攻。

### 指揮官的變動
在11月5日，當約翰·迪爾陸軍元帥死後，在華盛頓的英國辦事處首長一職便由亨利·梅特蘭·威爾遜陸軍元帥接任，已升任陸軍元帥的哈罗德·亚历山大便在12月12日被晉升為盟國地中海戰區總司令，馬克·韋恩·克拉克中將便繼任為義大利戰區盟軍司令（改名為第15集團軍）但沒有被晉升，盧西安·特拉斯科特之前在鵝卵石行動及攻佔羅馬時已經指揮過美國第6軍，他之後在龍騎兵行動中登陸法國南部及攻佔阿爾薩斯，現在他回來指揮美國第5軍團。
德軍方面在春季攻勢前亦出現指揮官人事變動，3月23日阿爾貝特·凱塞林被任命為西線總司令，以代替格特·馮·倫德施泰特陸軍元帥，海因里希·馮·菲廷霍夫從巴爾幹回來接替凱塞林，同時德國第10軍團轄下的德國第76裝甲軍司令特勞戈特·赫爾，現在接管第10軍團，而之前暫時指揮第10軍團的約阿西姆·萊梅爾森，現在回去指揮德國第14軍團。

### 戰鬥序列
春季來臨時，兵力不足的問題依然持續，10月及11月英印第4步兵師、英軍第4步兵師及部份英軍第46步兵師己被派往希臘，12月，希臘第3山地旅也奉命回國，1月底，加拿大第1軍及英軍第5步兵師亦奉命前往西北歐，令理查德·麥克里中將指揮的第8軍團兵力減少到只有7個師，在另一方面第5軍團在1月份兵力有所增強，專門受訓及特別裝備的美軍第10山地師加入第5軍團，盟軍總兵力有17個師及8個獨立旅（包括從舊義大利軍隊組成及由英國人訓練及裝備的4個義大利志願團），相等於20個師的兵力，與他們對陣是21個受削弱的德軍師及4個義大利師，總兵力共有25個師，其中3個義大利師被分配到由魯道夫·格拉齊亞尼指揮的利古里亞集团军以作為西翼防衛法義邊境，第4個師被派到第14軍團以應付即將來臨的進攻。

### 進攻計劃

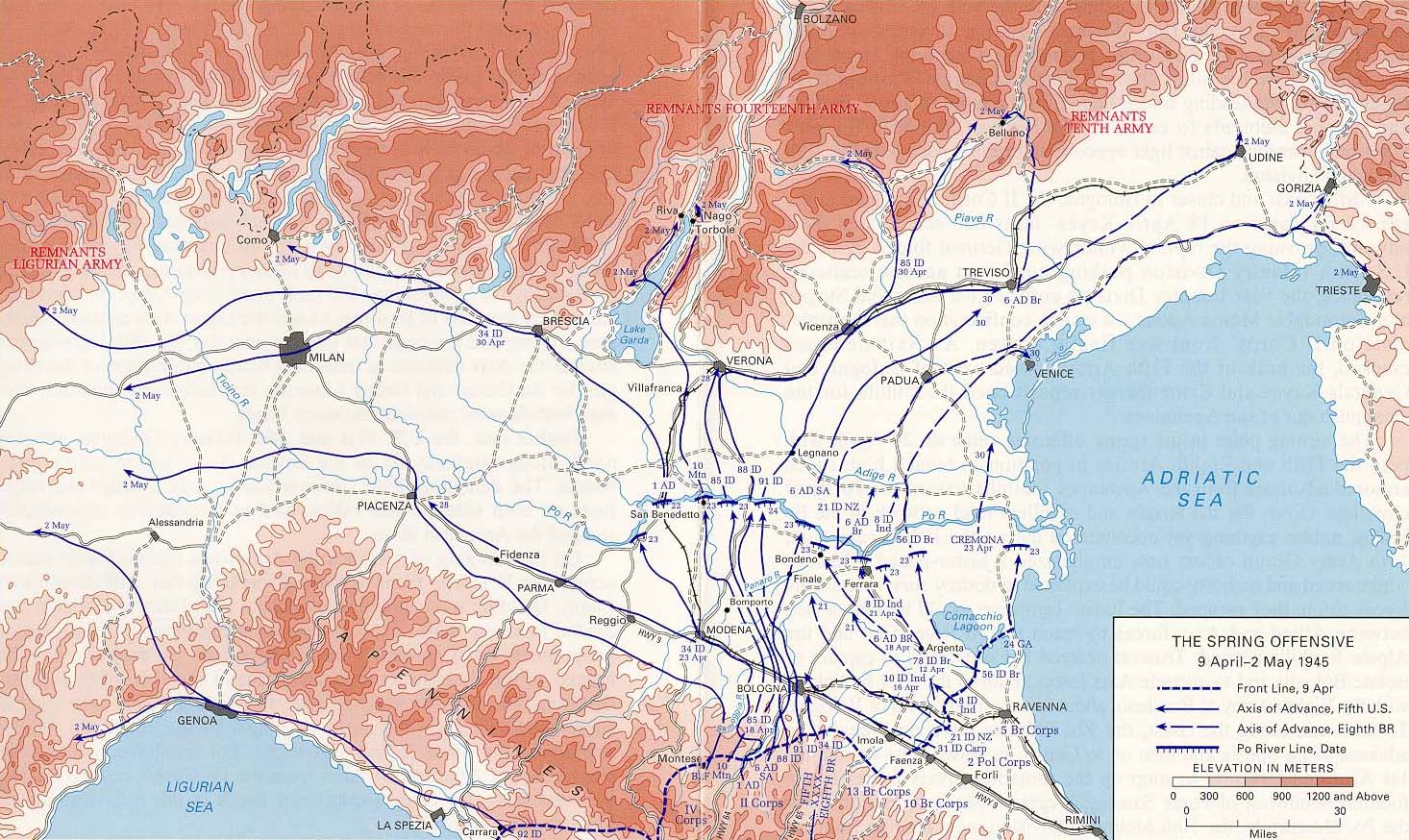
1945年春天盟軍在義大利的攻勢：請緊記 21 ID NZ實際上是紐西蘭第2步兵師

令盟軍取得勝利的關鍵是春天來臨，雖然在人數較少，但第8軍團依然渡過了塞尼奧河及很快藉著部隊的機動性攻佔了費拉拉，從而切斷了敵軍之補給線及準備橫渡波河，離開塞尼奧河22公里的是阿爾琴塔市，該市只有5公里闊的乾爽地帶，它在科馬基奧湖右邊湖畔，大量河水從此處流入亞得里亞海海岸，左面是沼澤地，渡過塞尼奧河對盟軍非常重要，這裹有高6公尺至12公尺的人造河堤，前後有防守用的隧道及地下碉堡，這令英印第8步兵師需要重演其在最後一次蒙特·卡西諾戰役中渡過拉皮多河的角色，而英軍第78步兵師亦要重演它在卡西諾的角色，當時它蹅上由英印第8步兵師所築的橋樑以渡過拉皮多河，在英印第8步兵師左邊，紐西蘭第2步兵師將領導橫渡
塞尼奧河，而波蘭第2軍渡河後將沿9號公路向博洛尼亞推進，波蘭人，從1944年秋季參戰以來已有超過1.1萬人參加戰鬥，他們主要是來自在諾曼第戰役中德軍軍中的波蘭戰俘。
美國第5軍團戰線由杰弗裡·凱斯中將自1943年秋天到達義大利後就一直指揮的美國第2軍將完成之前一直未能完成的攻佔博洛尼亞的任務，而在左邊由威廉士·D·克里滕伯格中將指揮的美國第4軍將沿9號公路進攻博洛尼亞及其左邊的摩德納中間的地區。

## 戰況

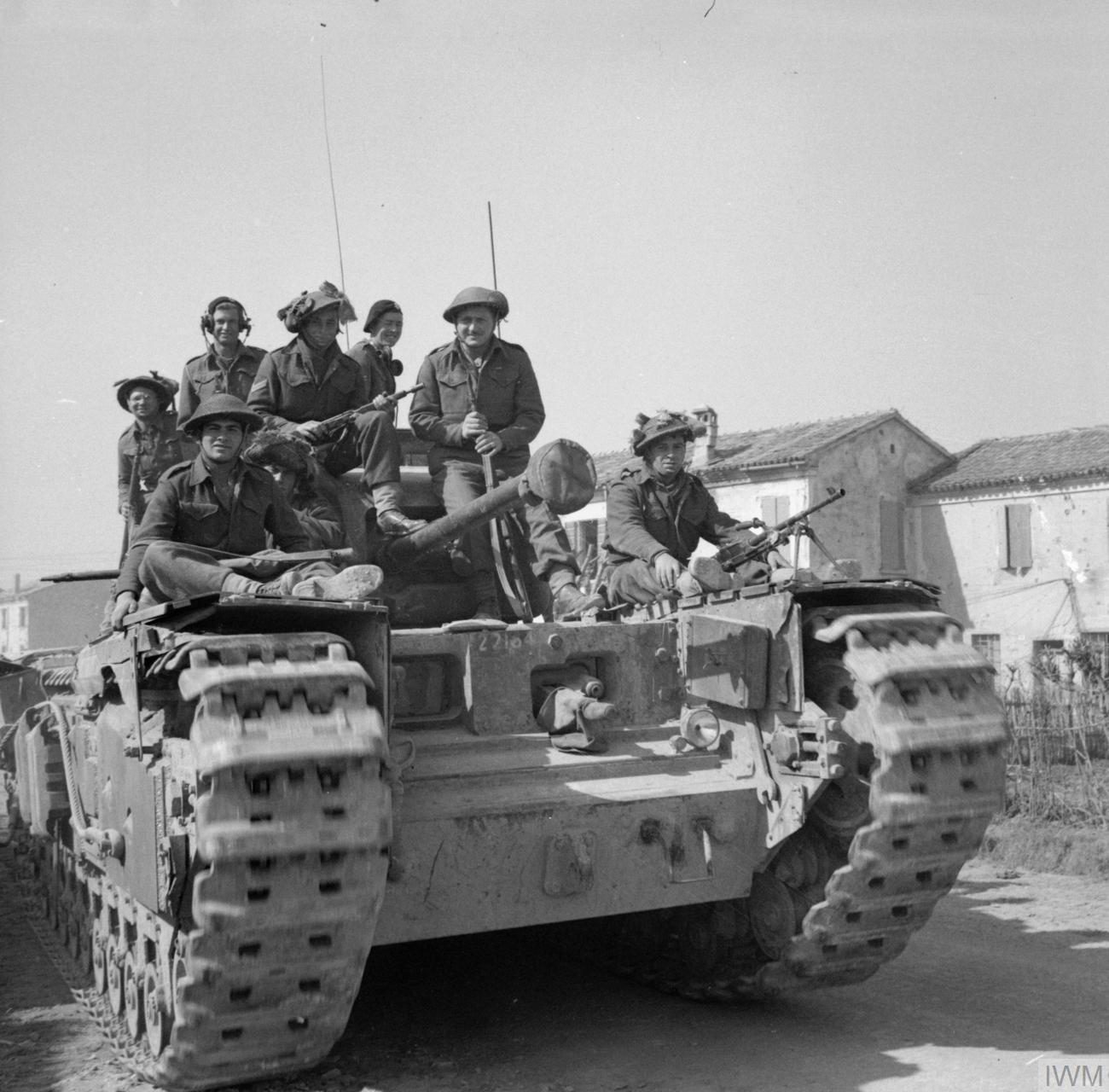
1945年3月14日，在梅扎諾－奧爾福德地區的猶太旅士兵坐在1輛丘吉爾型坦克上

在4月份的第1個星期，盟軍在前線的左右兩翼發起牽制性進攻，吸引德軍從中央將後備力量從中央戰線撤出，這包括烘烤行動，由英軍第2禁衛旅及義大利第28加里波第旅負責，目的是佔領科馬里奧湖畔的海岸地峽及在湖北面的加里波第港。

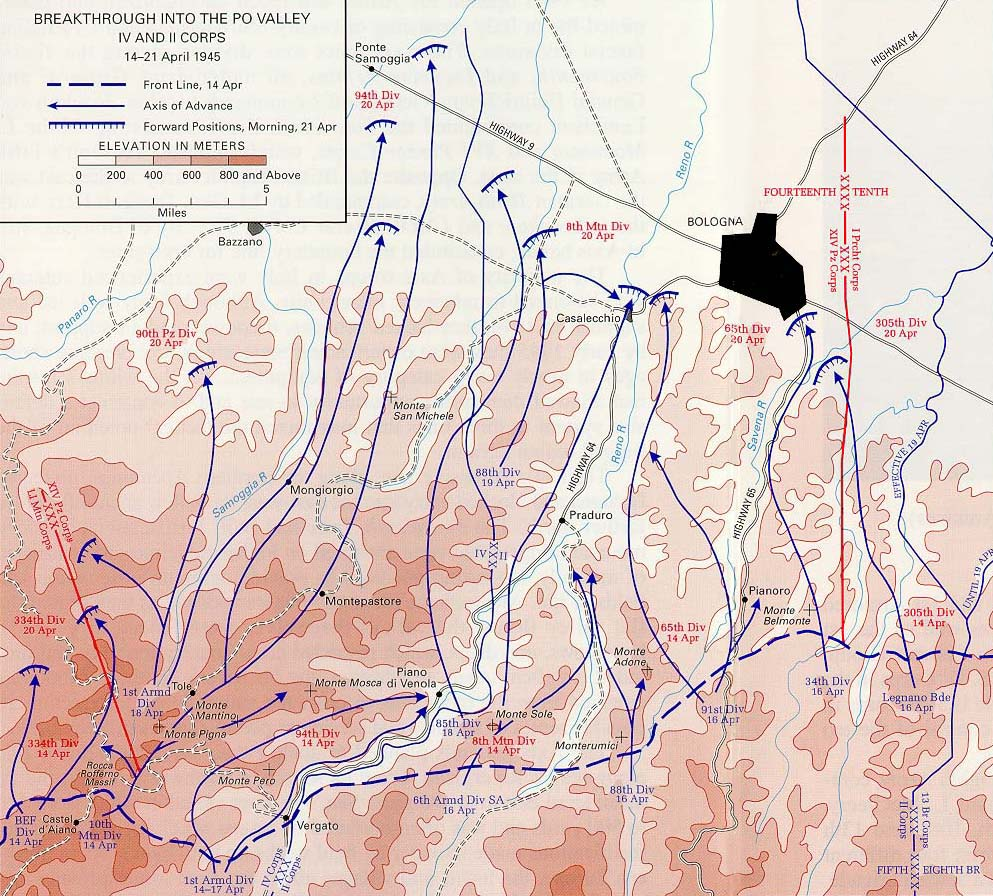
1945年4月美國第5軍團進攻示意圖

主要進攻行動開始於4月6日，盟軍大舉炮轟了塞尼奧河的防守，到4月9日中午，825架重型轟炸機及眾多中型及輕型轟炸機轟炸機了此地區，下午15時20分至19時10分，5個重型炮兵連開火炮轟了30分鐘，之後英印第8、紐西蘭第2及第3喀爾巴阡山步兵師（在9號公路上的波蘭軍中）在黑暗中進攻，英印第8步兵師獲得了兩次榮耀，4月11日他們到達了桑特爾諾以外5.6公里，紐西蘭軍在4月10日傍晚到達了桑特爾諾河，而且在4月11日已渡過此河，而波蘭軍則在4月11日渡過了此河。
經過全晚的戰鬥，4月12日早上英印第8步兵師已在塞尼奧河對岸建立了橋頭堡，而第78步兵師亦已經渡河進攻阿爾詹塔，同時英軍第56步兵師中的第24禁衛旅已佔領了阿爾詹塔走廊，雖然佔據了立足點，他們依然在4月14日晚上在窩瑪麗娜停止前進，第78步兵師亦於同一天在巴斯蒂亞渡過里諾河。
美國第5軍團於4月14日在2千架重型轟炸機及2千門火炮支持下發起進攻，第4軍在左邊進攻，而之後的4月15日第2軍已蹅上65號公路前往博洛尼亞。
4月19日，阿爾詹塔走廊已被突破，英軍第6裝甲師通過第78步兵師左面沿里諾河向西北面的邦代諾及與第5軍團會合，德軍防守博洛尼亞的部隊被包圍，在所有戰線德軍的抵抗仍很成功及有效，但在4月23日邦代諾被攻佔，翌日，第6裝甲師與美國第4軍之第10山地師在帕納羅河上遊5英哩（8km）處會師，第4軍在4月19日在博洛尼亞右邊通過突入平原地區，4月21日波蘭軍隊在美國第2軍從南面進入博洛尼亞後2小時後亦沿9號公路進入該城。
4月22日，第4軍繼續向北前進及在聖貝內代托到達波河，他們在翌日渡過此河及於4月26日進入維羅納，在英國第5軍右翼的英國第13軍在4月22日於菲卡羅洛渡過波河，第5軍本身亦在4月25日渡河及進攻威尼斯防線，此防線是沿迪傑河建立的，第5軍只遇到微弱抵抗、突破防線及於4月29日早上進入帕多瓦，在此城他們找到被遊擊隊捉到的5千名德國戰俘。

## 總結
4月28日，菲廷霍夫（當時他本人被游擊隊員劫持在波爾查諾）派出密使到達盟軍司令部，在4月29日他們簽署了投降協議，協議在5月2日生效，但菲廷霍夫未能將確認書送到盟軍第15集團軍司令部直到5月2日早上，原因是西線總司令凱塞林的權力已延伸至義大利戰場，他在聽取計劃後用G集團軍司令弗里德里希·舒爾茲代替菲廷霍夫，不過一段時間後，當收到阿道夫·希特勒的死訊後，舒爾茲得到凱塞林同意投降而菲廷霍夫亦被復職。

## 附錄
1. ↑  . www.thecanadianencyclopedia.ca.   [2023-05-20]. （原始内容存档于2023-04-20）.
2. ↑  Canada, Veterans Affairs. . www.veterans.gc.ca. 2021-06-23  [2023-05-20]. （原始内容存档于2023-05-07）.
3. 1 2  Jackson, p. 334
4. ↑  Blaxland, p242
5. ↑  Blaxland, p243
6. ↑  Blaxland, p247
7. ↑  Blaxland, pp256-258
8. ↑  Blaxland, pp267-8
9. ↑  Blaxland, 271
10. 1 2  Blaxland, p277
11. ↑  Blaxland. pp279-80

## 延伸阅读
- Anon. . HMSO. 1946.
- Blaxland, Gregory. . London: William Kimber & Co. 1979. ISBN 0-7183-0386-5.
- Carver, Field Marshall Lord. . London: Sidgwick & Jackson. 2001. ISBN 0-330-48230-0.
- Laurie, Clayton D. . CMH Online Bookshelves WWII Campaigns. US Army Center of Military History. 1990?  [2008-01-03]. CMH Pub 72-20. （原始内容存档于2007-11-20）.
- Muhm, Gerhard. .   [2007-07-26]. （原始内容存档于2007-09-27） （英语）.
- Muhm, Gerhard.  Edizioni Civitas. Roma: (Hrsg.) Amedeo Montemaggi. 1993 （意大利语）.
- Oland, Dwight D. . CMH Online Bookshelves WWII Campaigns. US Army Center of Military History. 1990?  [2008-01-03]. CMH Pub 72-34. （原始内容存档于2007-11-20）.
- Orgill, Douglas. . London: Heinemann. 1967.
- Popa, Thomas A. . CMH Online Bookshelves WWII Campaigns. US Army Center of Military History. 1990?  [2008-01-03]. CMH Pub 72-33. （原始内容存档于2007-11-20）.